# Resolució 545 del Consell de Seguretat de les Nacions Unides
La Resolució 545 del Consell de Seguretat de les Nacions Unides, aprovada el 20 de desembre de 1983 després d'escoltar la representació de la República Popular d'Angola, el Consell va recordar les resolucions 387 (1976), 428 (1978), 447 (1979), 454 (1979) i 475 (1980) i condemnà Sud-àfrica per les seves incursions contínues a través de l'ocupada Àfrica del Sud-Oest en violació directa de les resolucions anteriors.
El Consell va exigir Sud-àfrica respectar la integritat territorial d'Angola, i va fer una crida a Sud-àfrica a cessar l'ocupació del sud d'Angola i retirar les seves tropes altres, i demanà al Secretari General que segueix de prop la situació i n'informi novament al Consell si ho considera oportú.
La Resolució del Consell 447 va ser adoptada per 14 vots a favor i cap en contra; els Estats Units es van abstenir.